# Ispiralica
Ispiralica, ili Drechselova boca, vrsta je staklenog laboratorijskog posuđa koje služi ispiranju i sušenju plinova njihovim prolaskom kroz odabranu tekućinu, ili za jednostavnu kontrolu njihovog prolaska.
Obično su građene u obliku staklenih cilindara ili boca ubrušenog čepa koji sadrži izvodnu cijev, a kroz koji prolazi cijev koja dovodi plin koji se suši. Pune se najviše do trećine volumena. Dovodna cijev može na svojem kraju sadržavati pločicu od sinteriranog stakla (frit) za što bolje rasipanje plina.
Ispiralice se također koriste u kemijskim aparaturama onda kada je potrebno osigurati da se tekućina u cijevima ne vrati istim putem. Zato se tijek plina na ispiralici postavi obrnuto, čime ona hvata svaku povratnu tekućinu, primjerice prilikom vakuumskog filtriranja.
Modernu ispiralicu izumio je njemački biokemičar Heinrich Ferdinand Edmund Drechsel na temelju Woulfeove boce.

## Sredstva za pranje i sušenje plinova
| Plin                | Sredstvo za pranje                                                    | Sredstvo za sušenje                                   |
| ------------------- | --------------------------------------------------------------------- | ----------------------------------------------------- |
| kisik               | -                                                                     | koncentrirana sumporna kiselina ili fosforov(V) oksid |
| vodik               | koncentrirana otopina kalijevog permanganata ili kalijevog hidroksida | koncentrirana sumporna kiselina                       |
| dušik               | pirogalol u lužnatoj otopini                                          | koncentrirana sumporna kiselina                       |
| ugljikov(IV) oksid  | voda                                                                  | koncentrirana sumporna kiselina ili fosforov(V) oksid |
| ugljikov(II) oksid  | 33%-tna otopina natrijevog hidroksida                                 | koncentrirana sumporna kiselina ili kalcijev klorid   |
| eten                | -                                                                     | hlađena koncentrirana sumporna kiselina               |
| etin                | -                                                                     | natrijev hidroksid ili fosforov(V) oksid              |
| ozon                | 5%-tna otopina natrijevog hidroksida                                  | koncentrirana sumporna kiselina ili kalcijev klorid   |
| klor                | koncentrirana otopina kalijevog permanganata                          | koncentrirana sumporna kiselina ili kalcijev klorid   |
| klorovodik          | -                                                                     | koncentrirana sumporna kiselina                       |
| bromovodik          | -                                                                     | kalcijev bromid                                       |
| jodovodik           | -                                                                     | kalcijev jodid                                        |
| sumporovodik        | voda                                                                  | -                                                     |
| amonijak, metilamin | -                                                                     | kalijev hidroksid ili kalcijev oksid                  |
| sumporov(IV) oksid  | voda                                                                  | koncentrirana sumporna kiselina                       |